# كتاب القانون

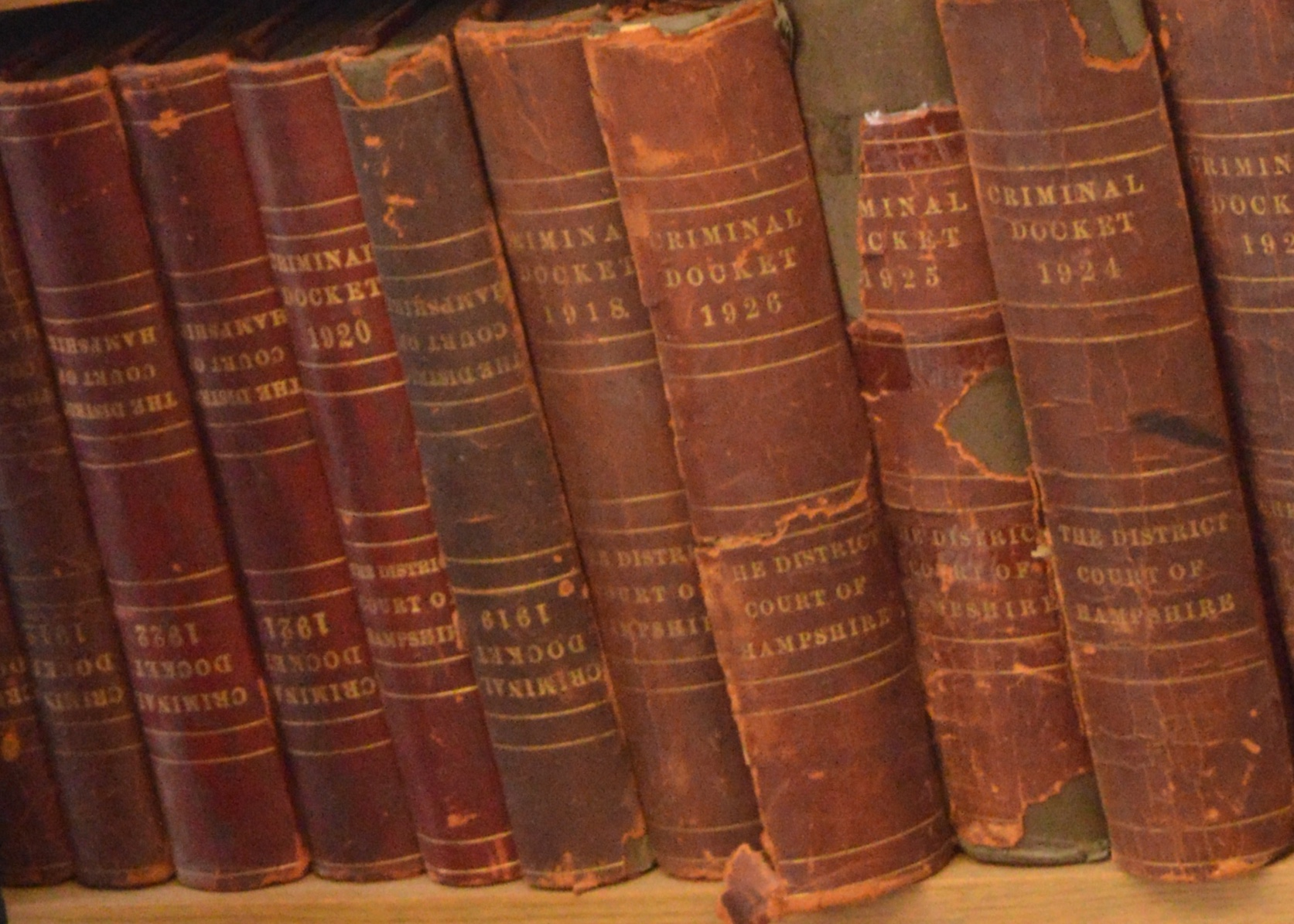
كتب القانون من مقاطعة هامبشاير ، ماساتشوستس.

كتاب القانون هو كتاب حول القانون، حيث يمكن التمييز بين "كتب القانون" وبين "الكتب التي تتحدث عن القانون". ومن المفيد أن نعي ذلك الفرق. إذ أن كتاب القانون هو "عمل لعقيدة قانونية". يشتمل على "حديث القانون"، أي أحكام القانون. لذا المهمة الرئيسة لكتاب القانون هي سرد القانون كما هو وبدقة عالية، متبوعًا بالأساس أو المبدأ الذي بني عليه كما هو معلوم. لذلك فإن "أول شرط لكتاب القانون هو الدقة العالية". فتجد أن "كتاب القانون ينص على ما يقتضيه القانون لا على العكس". "من الضروري أن يكون كتاب القانون مرجعًا سهلًا". ويطلق على قائمة كتب القانون وما يرتبط بها من محتوى ببليوغرافيا قانونية.

## أنظر أيضا
- أطروحة قانونية
- قاموس القانون